# Quand l'ouragan s'apaise
Quand l'ouragan s'apaise (titre original : The Flame and The Flower) est la première romance historique rédigée par l'écrivain américain Kathleen Woodiwiss. Il symbolise la naissance du roman d'amour paralittéraire moderne, et constitue le premier volet de la série Birmingham. Paru en 1972 aux États-Unis, il remporte un énorme succès à travers le monde et par l'audace dont il fait preuve, décomplexe de nombreux auteurs qui se lancent à leur tour dans cette nouvelle tendance.

## Contexte
À la fin des années 1960, Kathleen Woodiwiss est une grande lectrice mais elle ne trouve pas satisfaction dans les romances qui paraissent à cette époque. Elle recherche des romans d'amour passionnés mais contenant une fin heureuse. Ainsi, le style de Barbara Cartland lui semble trop chaste et mièvre. Un ami lui prête La Vallée des poupées de Jacqueline Susann, mais elle le trouve trop déprimant et n'arrive pas à en terminer la lecture. Elle décide donc de rédiger une œuvre de fiction à son goût lors des absences de son mari pour raison professionnelle. Si celui-ci reste perplexe à la lecture des premières pages qu'elle lui soumet, sa belle-sœur et son mari sont enthousiastes et l'encouragent à achever son récit. Puis, sous le nom de Kathleen E. Woodiwiss, elle envoie son manuscrit à huit éditeurs de livres grands formats qui le refusent successivement, notamment en raison du nombre de pages trop élevé (600) et de la sensualité trop débordante.

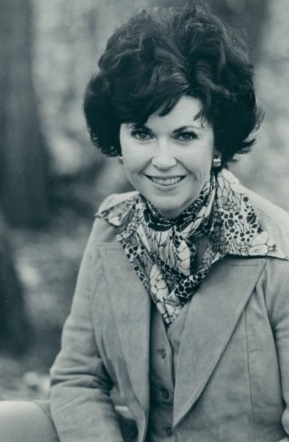
Kathleen E. Woodiwiss en 1977

Alors qu'elle commence à se décourager, elle apprend que Louis L'Amour, un auteur de romans westerns américains conseille aux écrivains de faire publier leurs œuvres directement en format poche. Elle décide donc de s'adresser aux éditeurs de livres de poche et prend contact avec 
les éditions Avon le 1er mars 1971 : « J'ai acheté un writer's digest et j'ai cherché à la lettre A dans la liste des éditeurs située au dos du magazine »,. Nancy Coffee, l'une des responsables de la maison d'édition tombe par hasard sur l'épais manuscrit et après l'avoir lu en une nuit, recommande fortement sa publication. Avon achète les droits d'édition pour 1500 dollars et accepte de verser à Kathleen Woodiwiss 4 % des royalties.

## Présentation du roman

### Résumé

Peinture de George Romney

L'histoire débute en 1799 en Angleterre. Jeune orpheline élevée par son oncle et son horrible tante, Heather Simmons s'enfuit dans les rues de Londres persuadée d'avoir tué le frère de sa tante qui avait tenté d'abuser d'elle. Près du port, des marins la prennent pour une prostituée et l'amènent à leur capitaine, l'américain Brandon Birmingham. Terrifiée, Heather ne peut l'empêcher de faire d'elle sa maîtresse. Ayant réussi à s'enfuir, elle retrouve sa famille mais découvre peu après qu'elle attend un enfant. Contraint de l'épouser, Brandon la force à le suivre jusqu'à Charleston en Caroline du Sud où se trouve sa plantation. Alors qu'ils entament leur vie commune, des meurtres atroces viennent troubler la quiétude des lieux.

### Personnages principaux
En version originale, « The flame » (« la flamme ») fait référence au capitaine Brandon Birmingham, autoritaire et dominateur, qui n'hésite pas à utiliser la force pour obtenir ce qu'il veut de « The flower » (« la fleur »), Heather Simmons. Heather est le terme anglais pour désigner une fleur de bruyère, la Bruyère callune. 

Peinture de Philipp Otto Runge

- Heather Simmons Birmingham : Il s'agit d'une jeune anglaise d'origine irlandaise. Elle a environ dix-huit ans au début du roman. Très belle, elle a des cheveux noirs, des yeux bleus et un teint nacré. Douce et naïve, elle manque de confiance en elle et n'a pas conscience de sa beauté, néanmoins elle peut parfois se révéler impétueuse en certaines occasions. Sa mère est morte en la mettant au monde et son père, dévoré par la passion du jeu, est mort seize ans plus tard en lui laissant un petit héritage. Les affaires d'Heather ont été vendues pour payer des dettes et ce qui restait a été conservé par sa tante Fanny Simmons, qui s'est empressée de l'adopter.
- Brandon Birmingham : Âgé de trente-cinq ans, le ténébreux capitaine, souvent comparé à Satan du fait de ses cheveux et sa barbe noirs et de son regard dur, a monté une affaire de transport entre l'Amérique et l'Angleterre. Il est sûr de soi, compétitif et possède un caractère épouvantable, néanmoins derrière cette carapace il peut se montrer compatissant et soucieux des personnes qui se trouvent sous sa protection. Ses parents ont quitté l'Angleterre avant sa naissance et se sont établis dans une luxueuse plantation, Harthaven, à Charleston. Après leur décès, Brandon a hérité de la plantation, où il réside lorsqu'il ne navigue pas.
- Personnages secondaires : Fanny et John Simmons (tante et oncle d'Heather), William Court (frère de Fanny Simmons), Thomas Hint, George et Dickie (matelots de Brandon Birmingham), Lord et Lady Hampton, Louisa Wells (ancienne fiancée de Brandon Birmingham), Jeff Birmingham (frère de Brandon), Hattie (domestique de la famille Birmingham), Abegail Clark, Sybil Scott, Jeremiah et Leah Webster.

## Structure du roman
Quand l'ouragan s'apaise utilise des astuces narratives qui sont des classiques dans la romance.

### Le mariage de convenance
Le mariage de convenance (« Shotgun Wedding ») est un mariage provoqué par un tiers lorsque la jeune femme est enceinte ou lorsqu'elle a été irrémédiablement compromise. Lorsqu'il apprend la grossesse de l'héroïne, Brandon Birmingham accepte de l'entretenir et de veiller à son confort matériel mais la famille de la jeune-femme lui fait rapidement comprendre que la seule réparation acceptable est le mariage. Toutefois, en faisant en sorte que son héros n'accepte le mariage que sous la menace du chantage, Kathleen Woodiwiss s'éloigne de l'image idéale du Prince charmant des contes de fée mais va également à l'encontre des valeurs de l'époque de son roman. En effet, au XVIIIe, une jeune-fille qui tombait enceinte sans être mariée était mise au ban de la société. La norme voulait que l'homme responsable de cet état, offre le mariage pour sauver les apparences. Cela était d'autant plus vrai pour un gentleman du sud des États-Unis comme l'est le capitaine Birmingham. L'esprit chevaleresque et le concept d'« honneur » y étaient particulièrement ancrés dans la culture et l'éducation des jeunes hommes. De plus, le mariage arrangé est souvent utilisé par les auteurs de romances historiques pour permettre à leurs protagonistes de vivre une « relation maritale » en sauvegardant la moralité de l'héroïne. Dans Quand l'ouragan s'apaise, Kathleen Woodiwiss l'utilise de façon inverse : Brandon Birmingham décide de ne pas consommer le mariage et cesse toute relation physique avec l'héroïne.

### L'«incompréhension»
L'« incompréhension » (« The Big Misunderstanding » ou « Big Mis ») est une méthode standard qu'emploie Kathleen Woodiwiss pour entretenir le conflit entre les héros et développer le côté dramatique de l'histoire d'amour. Par manque de communication, méfiance instinctive voire peur d'exprimer ses sentiments, le héros et l'héroïne ne se comprennent pas et se font de fausses idées l'un sur l'autre. Chaque mot ou geste est interprété pour alimenter leur querelle. Ainsi, Kathleen Woodiwiss utilise à plusieurs reprises « l'incompréhension » : dès le début du roman, Heather croit qu'elle a tué le frère de sa tante, elle s'enfuit sur les docks et tombe entre les mains de Brandon Birmingham qui croit qu'elle est une prostituée. Heather ne réagit pas car elle croit qu'il s'agit de la police venue l'arrêter. Le fait d'être amenée vers un bateau ne l'étonne pas car elle croit qu'elle va être transportée en Australie pour y purger sa peine. Plus tard, après le mariage, Brandon croit qu'Heather n'est qu'une intrigante qui a manigancé pour se faire épouser, tandis que la jeune-femme le craint et doute de ses sentiments pour elle. Cette situation perdure par le biais de plusieurs combinaisons : l'intervention de personnages secondaires qui intriguent autour des héros pour qu'ils soient confortés dans leurs fausses certitudes, la jalousie de Brandon Birmingham et le « meurtre » qu'Heather croit avoir commis et qu'elle essaie toujours de cacher.
Par ailleurs, ce volumineux roman accorde une grande importance aux détails ainsi qu'aux descriptions des décors et paysages. Originaire du sud des États-Unis comme son héros, Kathleen Woodiwiss retranscrit avec fidélité la vie dans une plantation au XVIIIe siècle.

## Accueil public

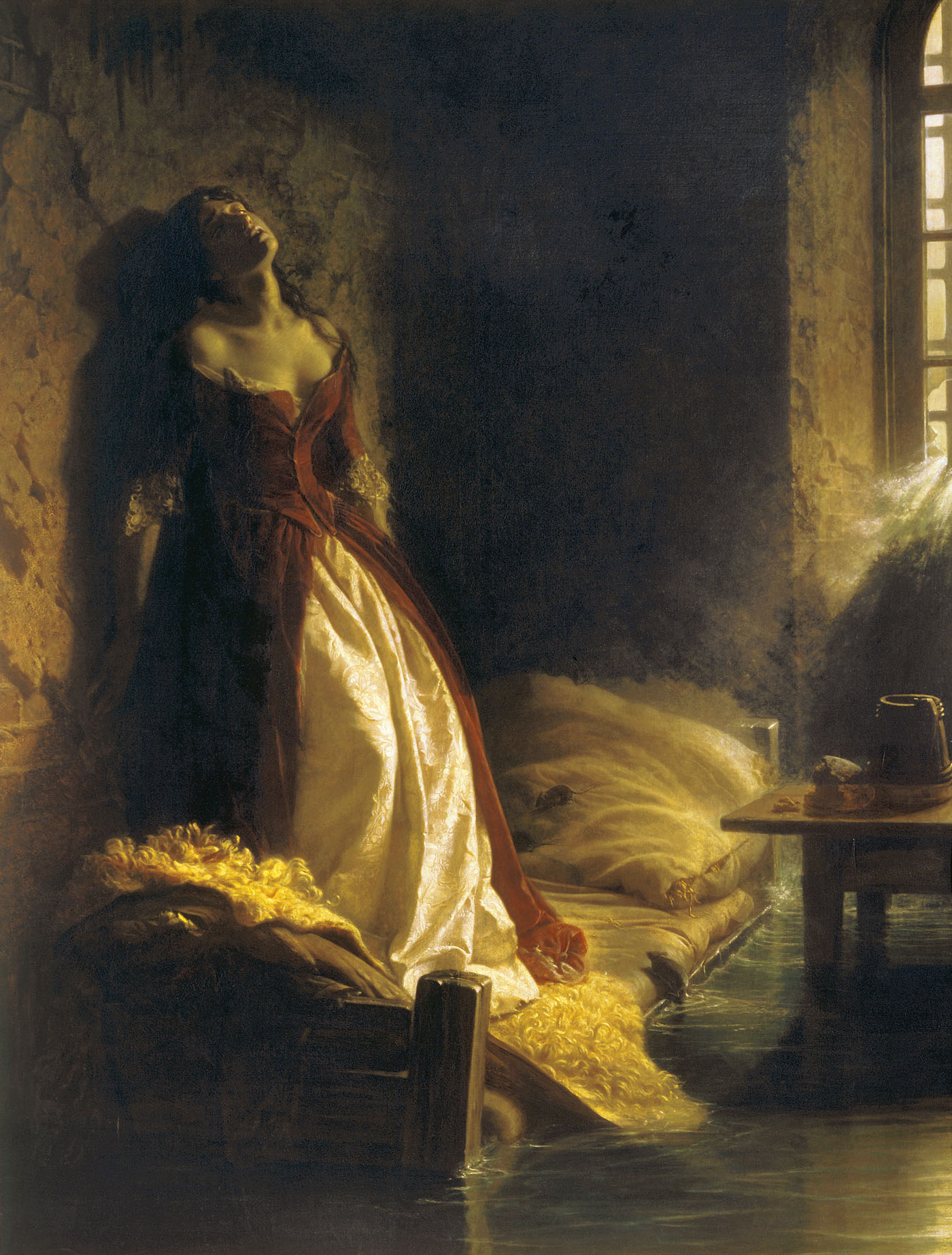
Tarakanova de Konstantin Flavitsky

### Aux États-Unis
Dans les années 70, la parution d'un roman populaire directement en livre de poche et non sous forme de livre grand format est très inhabituelle. Ce faisant, il vise ainsi directement le grand public en étant plus accessible dans les supérettes et magasins de libre service au détriment des librairies traditionnelles. Le tirage initial se monte à 500 000 livres mais le roman se vend à 2 234 800 exemplaires en moins de cinq ans. En 1978, il avait déjà fait l'objet de quarante réimpressions. Les ventes totales se situent autour des 4,5 millions d'exemplaires. Depuis lors, les romances sont essentiellement publiées sous forme de livre de poche, par les éditions Avon ou Harlequin.
Pour que la couverture reflète au mieux le nouveau style de ce roman, les éditions Avon font appel à l'illustrateur américain Robert McGinnis,, connu pour les affiches de Diamants sur canapé, Barbarella et de nombreux films de James Bond (Les Diamants sont éternels, On ne vit que deux fois etc.). Robert McGinnis a déjà des dizaines d'années d'expérience dans les illustrations de romans sentimentaux. Rompant avec les couvertures traditionnelles, celle de Quand l'ouragan s'apaise se compose d'une seule couleur pour le fond, d'une image plus petite et d'une police pour le titre beaucoup plus grande que d'ordinaire,. L'image représente un couple étroitement enlacé pour exprimer le contenu plus sensuel du roman, plutôt qu'une subtile allusion à un contact physique. Ce choix de McGinnis est devenue une norme pour un grand nombre de romances historiques.

### En France
En France, il paraît pour la première fois en 1974 aux Éditions Trévise en grand format avec une jaquette et s'écoule à 50 000 exemplaires. Il est réédité de nombreuses fois, notamment par les éditions J'ai lu sous forme de livre de poche : d'abord en 1977 avec une couverture illustrée par Jean Mascii (1926-2003). Il est notamment l'auteur des affiches de L'As des as, Le Guépard, La Prisonnière du désert etc. Puis J'ai Lu réédite le roman avec une couverture jaune en mai 1983 et enfin dans la collection Aventures et Passions en 1996 sous le numéro 772, illustré par Franco Accornero (un artiste italien spécialisé dans les couvertures de romances)). Les éditions France Loisirs le publient en 1991 sous forme de grand format avec jaquette illustrée par Alain Bertrand ainsi que les éditions Flamme la même année. Comme pour tout roman sentimental en France, il existe peu de chiffres disponibles. Néanmoins, L'Express relevait 193 000 exemplaires vendus lors de l'année 1991. Suite au décès de Kathleen Woodiwiss survenu en 2007, J'ai lu entreprend la réédition de ses plus grands succès, toujours dans la collection Aventures et Passions. Quand l'ouragan s'apaise figure parmi les meilleures ventes de l'éditeur et sort avec une nouvelle couverture.

## Naissance d'un nouveau genre
Dès sa sortie, le roman marque une rupture avec le roman sentimental traditionnel. Selon l'écrivain américain Janis Reams Hudson, ancienne présidente de l'association professionnelle Romance Writers of America, avant la sortie du livre, « le marché américain de la romance était relativement petit et était dominé par des auteurs britanniques »,. Les éditions Harlequin, exerçant aux États-Unis depuis les années 50, étaient largement majoritaires et focalisaient leur production sur des « formats courts » d'une centaine de pages au contenu très sage. Si Heather Simmons est le personnage type de l'héroïne vierge, douce et fragile et Brandon Birmingham le héros à la fois « doux et sauvage », le livre rompt avec cette chasteté. Les scènes d'amour y sont décrites de façon plus explicites, le roman « déborde d'érotisme et de passion ». Ainsi, pour la parution française en livre de poche de 1977, J'ai Lu mentionne « Pour lecteurs avertis ». Une controverse naît également sur le fait que l'héroïne est violée par le héros et malgré cela elle tombe amoureuse de son violeur. Or cette situation n'est pas inédite dans un roman d'amour, elle est déjà présente en 1919 (sans description du viol) dans Le Cheik de Edith Maude Hull. Le côté passif de l'héroïne est de même critiqué par les mouvements féministes. Ann Douglas estime que le viol est le châtiment insidieux de la culture contre la libération de la femme. Même si l'histoire est centrée sur elle, la passivité de la femme et l'image de l'homme dominateur en sortent renforcés. Ce style de violence étant régulièrement repris dans les romans populaires féminins qui paraissent dans les années qui suivent, Ann Barr Snitow, Tania Modleski et Janice Radway vont très rapidement fustiger ces « sagas du viol » (« rape sagas »). À l'inverse, Lynn Chancer écrit que ces scènes de violence font appel aux lecteurs féminins parce qu'ils suggèrent la force de la femme. Ainsi, ce qui semble être « pour quelqu'un d'extérieur » la passivité de l'héroïne apparaît comme une force inhérente pour un lecteur expérimenté. Elle n'est pas « émotionnellement » détruite et l'homme va progressivement s'adoucir au contact de l'héroïne pour finir par en tomber amoureux. De célibataire endurci ou libertin, il va endosser le rôle de mari fidèle et père aimant.

## Influence et suites
Quand l'ouragan s'apaise a marqué de nombreuses lectrices mais a également suscité de nouvelles vocations d'auteurs de romans d'amour en devenant une véritable référence. Bien que Kathleen Woodiwiss se défende d'avoir écrit un livre érotique, préférant le définir en tant qu'histoire d'amour épicée, l'auteur américain Eloisa James (Passion d'une nuit d'été, Le frisson de minuit) avoue avoir appris le sexe avec ce roman lorsqu'elle avait 14 ans,. Pour Sandra Brown (série Texas!), il fait partie de ses romans préférés (tous genres confondus) : « une des histoires les plus romantiques jamais écrites »,. Pour Teresa Medeiros (L'idylle interdite, La malédiction des Montfort), Quand l'ouragan s'apaise représente un vrai bouleversement dans la littérature sentimentale. Heather Simmons et Brandon Birmigham sont les grands-parents de l'ensemble des personnages de romans d'amour historiques qui ont été créés par la suite. Que les gens aient aimé ou détesté ce roman, elle rappelle qu'il fait encore parler de lui une vingtaine d'années plus tard. Elle estime qu'elle doit beaucoup à ce roman car sans lui elle ne serait jamais devenue écrivain et qu'à la fin du livre, Kathleen Woodiwiss n'aurait pas dû écrire « Fin » (« The End ») mais « Le commencement » (« The Beginning »).
Jude Deveraux s'est inspirée de Quand l'ouragan s'apaise pour le début de son roman La fiancée délaissée (1985) : une jeune anglaise malheureuse dans sa famille s'enfuit dans la nuit. Elle rencontre sur son chemin des marins qui la prennent pour une prostituée et l'amènent à leur capitaine. Le héros la déshonore mais contrairement au héros de Woodiwiss l'oblige à le suivre jusqu'à sa plantation pour la protéger et est à l'initiative de leur mariage.
En 1995, Kathleen Woodiwiss décide de créer la suite de son roman emblématique. Elle publie dans un premier temps deux nouvelles qui n'ont jamais été traduites en français : Three weddings and a kiss : The kiss et Married at midnight : Beyond the kiss en 1996. Puis, elle écrit un roman en 2000 Les flammes de la passion. Ces trois histoires mettent en scène le frère de Brandon Birmingham, Jeff, déjà présent dans Quand l'ouragan s'apaise. Enfin, La rose de Charleston, paru en 1998 est un roman ayant pour héros Beau Birmingham, le fils de Brandon et d'Heather. Bien que ces suites remportent un grand succès et sont classés dans la liste des best-sellers du New York Times, l'accueil critique est plus mitigé. Son style est désormais jugé démodé par un certain nombre de lectrices américaines et francophones.